# Episodi de I Durrell - La mia famiglia e altri animali (terza stagione)
La terza stagione della serie televisiva I Durrell - La mia famiglia e altri animali, composta da 8 episodi, è stata trasmessa sul canale britannico ITV dal 18 marzo al 6 maggio 2018.
In Italia, la stagione è andata in onda sul canale a pagamento La EFFE dal 15 marzo al 5 aprile 2019. In chiaro viene trasmessa su Rai 2 dal 5 luglio 2020.
| nº | Titolo originale | Titolo italiano         | Prima TV Regno Unito | Prima TV Italia |
| -- | ---------------- | ----------------------- | -------------------- | --------------- |
| 1  | Episode 1        | Un amore affollato      | 18 marzo 2018        | 15 marzo 2019   |
| 2  | Episode 2        | L'ultimo viaggio        | 25 marzo 2018        | 15 marzo 2019   |
| 3  | Episode 3        | Larry ti presento Henry | 1º aprile 2018       | 22 marzo 2019   |
| 4  | Episode 4        | Il principe indiano     | 8 aprile 2018        | 22 marzo 2019   |
| 5  | Episode 5        | Gli italiani            | 15 aprile 2018       | 29 marzo 2019   |
| 6  | Episode 6        | Gerry diventa grande    | 22 aprile 2018       | 29 marzo 2019   |
| 7  | Episode 7        | Dietro le sbarre        | 29 aprile 2018       | 5 aprile 2019   |
| 8  | Episode 8        | La vita è un circo      | 6 maggio 2018        | 5 aprile 2019   |